# Spielgedanke
Spielgedanke ist ein Fachbegriff der Spielwissenschaft. Bisweilen finden sich die Begriffe Spielidee oder Spielprinzip in synonymer Bedeutung. Unter einem Spielgedanken  verstehen Spielwissenschaft, Spieldidaktik und Spielpraxis die Sinngebung bzw. die Spielabsicht, die ein bestimmtes Spiel charakterisieren. Der jeweilige Spielgedanke drückt sich häufig bereits in der Spielbezeichnung aus. Er kann „offen“ oder „verdeckt“, d. h. für jeden Mitspieler offensichtlich oder nur für den erfahrenen Spielfachmann erkennbar sein. Er kann sich auf einer vordergründigen Ebene, das reine Spielgeschehen betreffend, oder auf einer hintergründigen Ebene, den Symbolgehalt des Spiels betreffend, äußern.

## Wortbedeutung
Jedes Spiel folgt einem Spielgedanken. Der Spielgedanke charakterisiert das Wesen eines Spiels. Er unterscheidet es von anderen Spielen und kennzeichnet das Spielgeschehen. Der zugrundeliegende Spielgedanke gibt jedem Spiel seinen eigenen Sinn.
Spielgedanke oder Spielidee sind gleichzeitig die Urzelle eines Spiels. Der Spiel-Erfinder geht bei der Entwicklung eines neuen Spiels von einem Spieleinfall, einem Spielgedanken, einer Spielidee aus. Der Spielwissenschaftler erschließt das Wesen eines Spiels als Kriegsspiel oder Friedensspiel, als Lernspiel oder Glücksspiel aus dem zugrundeliegenden Spielgedanken. Die Spielenden fühlen sich von dem jeweiligen Spielgedanken angesprochen oder verunsichert. Aus dem Spielgedanken ergeben sich Regelwerk und Spielabläufe.

## Formen
Über den speziellen Spielgedanken lassen sich die verschiedenen Spielgattungen, aber auch Einzelspiele voneinander unterscheiden. Dies geschieht umso eindeutiger, je präziser der Spielgedanke formuliert wird. Der einfache, für das praktische Spielgeschehen maßgebliche Spielgedanke muss klar vereinbart und von jedem Mitspielenden verstanden sein, damit ein regelgerechtes faires Spiel zustande kommen kann. Nicht unbedingt jedem Mitspieler offenkundig sein muss dagegen der tiefere Sinn des Spiels, seine Grundidee. Sinn und Grundidee erschließen sich – vor allem bei Symbolspielen – oft nur dem Spielexperten. Es handelt sich um zwei unterschiedliche  Ebenen, um die handlungsrelevante  und um die bedeutungsträchtige Ebene. Sie werden auch als „offener“ oder „offenkundiger“ und als „verdeckter“ oder „symbolischer“ Spielgedanke bezeichnet.

### Offene Spielgedanken
Beim „Fußballspiel“ ist es beispielsweise offenkundig, dass es um ein Ballspiel geht, das mit den Füßen gespielt werden soll. Spielgedanke ist, den Ball in Kooperation mit den Spielern der eigenen Mannschaft mit den Füßen durch die gegnerische Abwehr hindurch möglichst oft in das gegnerische Tor zu bringen und die entsprechende Absicht der anderen Mannschaft tunlichst zu verhindern. Beim „Basketball-“ und beim „Hockeyspiel“ modifiziert sich der Spielgedanke durch das andere Spielgerät, eine andere Ballbehandlung und ein anderes Zielfeld.

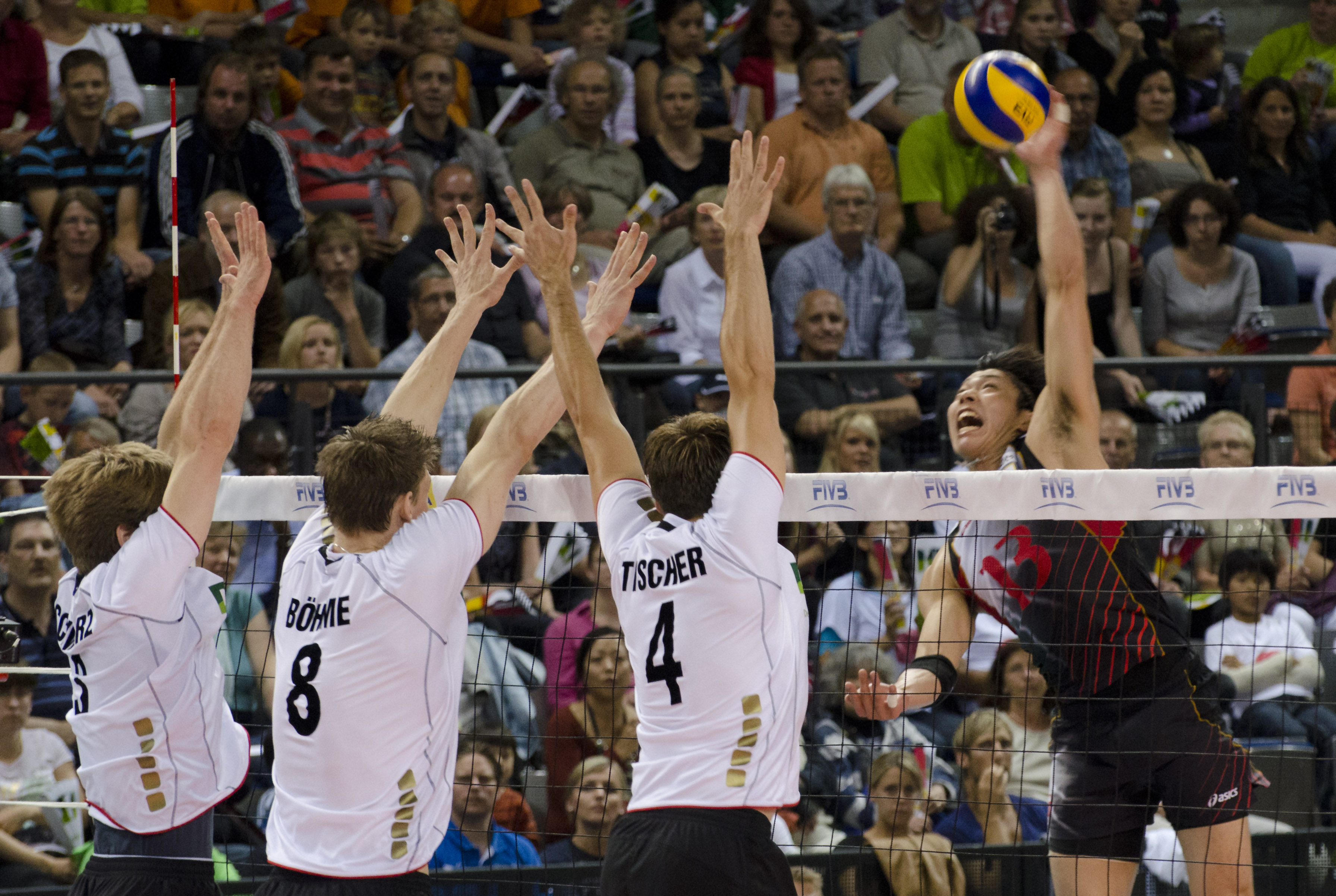
Volleyball unter dem Spielgedanken „Den Gegner ausspielen“

Fußballspiel, Basketballspiel und Hockeyspiel können wiederum (wie im Wettspiel) unter den übergeordneten Spielgedanken des Kampfes um den Sieg über einen Gegner gestellt, aber auch (wie im Training) als reiner Geschicklichkeitssport ohne Tor- oder Siegabsicht ausgetragen werden. Im Wettspiel folgen alle drei dem gemeinsamen übergeordneten Spielgedanken der Spielgattung „Kampfspiele“. Beim Volleyballspiel oder Tennisspiel kann der Spielgedanke ebenfalls als „Kampf gegeneinander“ (den Gegner ausspielen) oder „Kooperation miteinander“ (den Ball miteinander im Spiel halten) definiert werden. Der letztendlich geltende Spielgedanke wird zu Beginn des Spiels von den Spielenden festgelegt.

### Verdeckte Spielgedanken
|   | a | b | c | d | e | f | g | h |   |
| 8 |   |   |   |   |   |   |   |   | 8 |
| 7 |   |   |   |   |   |   |   |   | 7 |
| 6 |   |   |   |   |   |   |   |   | 6 |
| 5 |   |   |   |   |   |   |   |   | 5 |
| 4 |   |   |   |   |   |   |   |   | 4 |
| 3 |   |   |   |   |   |   |   |   | 3 |
| 2 |   |   |   |   |   |   |   |   | 2 |
| 1 |   |   |   |   |   |   |   |   | 1 |
|   | a | b | c | d | e | f | g | h |   |

Symbolisches Kriegsspiel Schach: Die "Schlachtordnung"
Beim „Völkerballspiel“ oder „Schachspiel“ wird  nur sachkundigen und reflektierten Beobachtern erkennbar, dass es sich eigentlich um symbolische Kriegsspiele handelt, bei denen es dem Sinn nach um das erfolgreiche Auslöschen der gegnerischen Partei geht. Die Bezeichnung „Killerspiele“ mit ihrem in dem Begriff deklarierten Spielgedanken des Mordens wird  von den Gegnern dieser Spielgattung gern verwendet, um einen (vermuteten, aber nicht erwiesenen) Bezug zu realen Tötungsdelikten herzustellen. Von den Spielenden selbst aber wird er aus  Gründen der verbreiteten Verwechslung von Symbolspiel und Realität als polemischer Kampfbegriff überwiegend abgelehnt.
Die unter die Kategorie der „Hämespiele“ fallenden Spielformen erfahren zwar eine entsprechende sachgerechte  wissenschaftliche Einordnung, erhalten in der Spielpraxis aber harmlosere Etikettierungen zugewiesen wie „Scherzspiele“ oder „Neckspiele“, um das Spielen nicht begrifflich negativ zu belasten. Die Bezeichnungen „Hämespiele“, „Scherz“- oder „Neckspiele“ treffen zwar gleichermaßen korrekt den Spielgedanken, bewegen sich aber auf unterschiedlichen Deutungsebenen.

## Sinn- und handlungsbasierte Spielgedanken

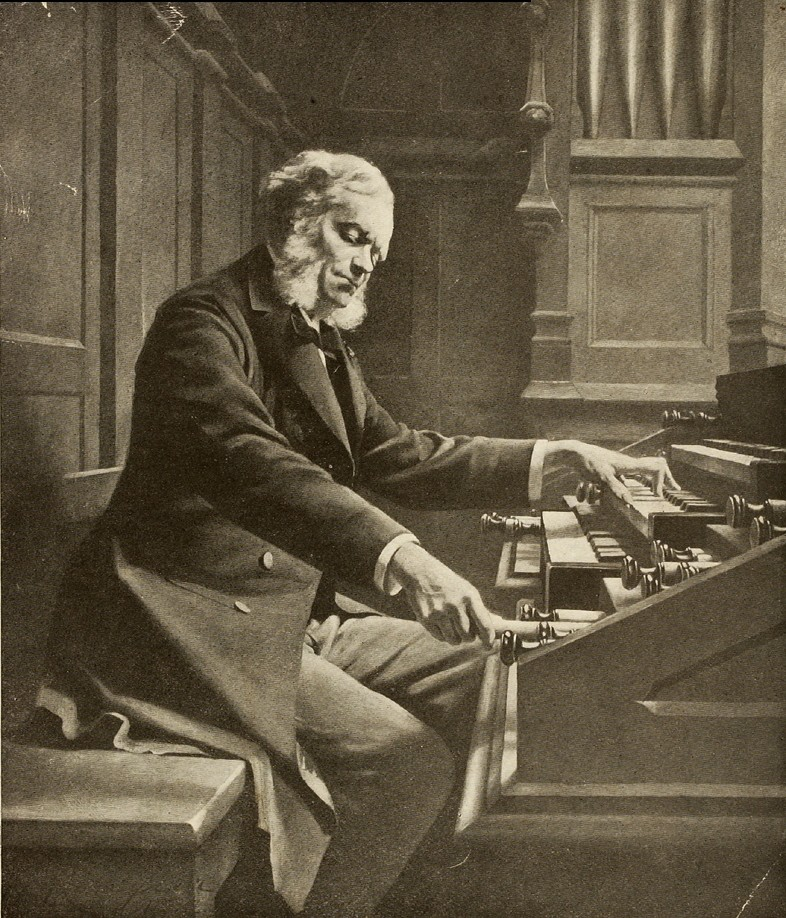
César Franck beim Orgelspiel in der Basilika Ste-Clotilde Paris 1888

Die meisten Spielsammlungen fassen den Spielgedanken bei ihren praxisbezogenen Spielbeschreibungen in eine Art Anweisung für den Spielablauf. Schon der Spieltheoretiker F. J. J. Buytendijk bemühte sich jedoch über das praktische Tun hinaus um ein tieferes Verständnis des Phänomens Spiel.  Aus der wissenschaftlichen Spieltheorie heraus haben die Spieldidaktiker S. A. Warwitz und A. Rudolf dann eine Systematik entwickelt, nach welcher der einzelne Spielgedanke entsprechend der zentralen „Sinngebung“ formuliert wird. Die einzelne Sinngebung wiederum lässt sich in bestimmte Tätigkeiten und Handlungsformen übersetzen, durch die sich sowohl die übergeordneten Spielgattungen als auch das konkrete einzelne Spiel  charakterisieren lassen.
Nach dieser handlungsbasierten Systematik ordnen sich die Spielgattungen nach Spielgedanken wie „Spielend Kontakte knüpfen (= Kennenlernspiele)“, „Spielend sich messen (= Wettspiele)“, „Spielend Probleme lösen (= Denkspiele)“,  „Spielend ein anderer sein (= Rollenspiele)“, „Spielend lernen (= Lernspiele)“, „Spielend bauen und gestalten (= Konstruktionsspiele)“ oder „Spielend in virtuelle Welten eintauchen (= Elektronikspiele)“. Das Prinzip der handlungsbasierten Formulierung des jeweiligen Spielgedanken wird bis zur spielpraktischen Ebene der Einzelspiele konsequent weitergeführt. So folgt das „Orgelspiel“ dem Spielgedanken „Über die Tastaturen einer Orgel musikalische Klänge erzeugen“. Der Spielgedanke des „Puppenspiels“ lautet „Mit Puppen als künstlichen Gestalten Lebenswirklichkeit nachstellen oder erfinden“.